# Fimbristylis bispicula
Fimbristylis bispicula är en halvgräsart som beskrevs av Ethirajalu Govindarajalu. Fimbristylis bispicula ingår i släktet Fimbristylis och familjen halvgräs. Inga underarter finns listade i Catalogue of Life.